# Ampelocissus dekindtiana
Ampelocissus dekindtiana är en vinväxtart som beskrevs av Ernest Friedrich Gilg. Ampelocissus dekindtiana ingår i släktet Ampelocissus och familjen vinväxter. Inga underarter finns listade i Catalogue of Life.